# Trevor-Bulldoggfledermaus
Die Trevor-Bulldoggfledermaus (Mops trevori) ist ein in West- und Ostafrika verbreitetes Fledertier in der Familie der Bulldoggfledermäuse. Die Population wurde bis in die 1980er Jahre in die Niangara-Bulldoggfledermaus (Mops niangarae) eingeordnet. Verschiedene der Kongo-Bulldoggfledermaus (Mops congicus) zugerechnete Museumsexemplare sind Vertreter dieser Art. Zeitweilig zählte die Art zur Gattung Faltlippenfledermäuse (Tadarida). Die Fledermaus ist nach dem US-amerikanischen Geschäftsmann John Bond Trevor benannt, der einen größeren Betrag an das American Museum of Natural History spendete.

## Merkmale
Mit einer Unterarmlänge von 51 bis 55 mm ist die Art eine mittelgroße Bulldoggfledermaus. Sie hat dunkelbraunes bis schwarzes Fell mit gelblicher Tönung auf der Oberseite und hellbraunes Fell mit rosa oder gelben Schattierungen auf der Unterseite. Das unterseitige Fell wird zu den Seiten hin dunkler. Bei manchen Exemplaren erscheinen dunkle Flecken vor und hinter den Ohren leicht dunkler. Von der Art ist eine orange Morphe mit hellbraun-rosafarbener Unterseite bekannt. Die Trevor-Bulldoggfledermaus hat dunkelbraune leicht durchscheinende Flughäute und die Schwanzspitze ragt leicht aus der Schwanzflughaut heraus. Das Gesicht ist durch eine gefaltete Oberlippe mit steifen Haaren gekennzeichnet. Die braunen Ohren sind auf der Stirn mit einem Hautstreifen verbunden, dessen Falte ein V formt. Während der Tragus klein ist, ist ein großer Antitragus vorhanden. Die Zahnformel lautet I 1/2, C 1/1, P 2/2, M 3/3, was 30 Zähne im Gebiss ergibt.
Die Kopf-Rumpf-Länge beträgt 81 bis 90 mm, der Schwanz ist 34 bis 44 mm lang, die Länge der Hinterfüße liegt bei 11 bis 15 mm und die Ohren sind 18 bis 25 mm lang.

## Verbreitung und Lebensweise
Die Art hat zwei disjunkte Populationen in Afrika. Die erste kommt vom östlichen Guinea und Liberia bis in den Südwesten von Nigeria vor, die andere im Nordosten der Demokratischen Republik Kongo, in Uganda und möglicherweise im Südsudan. Die Trevor-Bulldoggfledermaus lebt im Flachland und bewohnt vermutlich ein Mosaik aus Wäldern und Savannen.
Kleinere Gruppen ruhen am Tage in Baumhöhlen. Ein Exemplar flog dicht über einen Fischteich. Bei der östlichen Population sind trächtige Weibchen im späten September dokumentiert.

## Gefährdung
Die Umwandlung der Landschaft in Ackerflächen und Rodungen zur Brennholzgewinnung stellen die größte Bedrohung dar. In welchem Maße die Gesamtpopulation abnimmt, ist nicht bekannt. Die IUCN listet die Art mit ungenügende Datenlage (data deficient).